# Babylon.js
Babylon.js est un moteur 3D temps réel sous forme de bibliothèque JavaScript permettant l'affichage de scènes 3D dans un navigateur web via HTML5. Le code source est disponible sur github et distribué sous licence Apache 2.0.

## Histoire et progrès
Il est basé sur un ancien moteur de jeu 3D basé sur WPF de Silverlight. Le projet parallèle de David Catuhe est alors devenu son travail à plein temps et l'objectif principal de son équipe. En 2015, il est présenté à la conférence WebGL à Paris. Il a été développé initialement par des employés de Microsoft, sur leur temps libre et compte en 2016 déjà plus de 90 contributeurs. En 2018, ce nombre grimpe à 190 puis à 475 en 2023, entre autres à la suite de sa promotion et de son utilisation dans des jeux, dont un par Ubisoft.

## Description technique
Ce moteur 3D est interprété nativement par un navigateur web supportant la norme HTML5. Le langage de programmation utilisé est le JavaScript, permettant les calculs et le rendu 3D par l'intermédiaire de l'interface de programmation WebGL.
Le programme source Babylon.js est lui-même codé en TypeScript, mais la version transpilée en JavaScript est fournie à l'utilisateur final, si bien que ce dernier peut utiliser directement Javascript pour accéder à l'API de Babylon.js.

## Communauté et ressources
Les utilisateurs et contributeurs du projet Babylon.js, nommé aussi BJS, échangent principalement sur le forum consacré à Babylon.js : http://www.html5gamedevs.com/forum/16-babylonjs/
Afin de présenter leurs problèmes ou les résolutions de ces problèmes, ils utilisent un espace de programmation en ligne communautaire nommé le PlayGround (terrain de jeu en anglais) : http://www.babylonjs-playground.com/